# Culex pseudomelanoconia
Culex pseudomelanoconia är en tvåvingeart som beskrevs av Theobald 1907. Culex pseudomelanoconia ingår i släktet Culex och familjen stickmyggor. Inga underarter finns listade i Catalogue of Life.